# Gruna
Obec Gruna (německy Grünau) se nachází v okrese Svitavy v Pardubickém kraji. Žije zde 246 obyvatel.

## Název
Původní německé jméno vesnice bylo Grün (palouk, háj). Do latiny bylo hláskově převzato v podobě Gruna a odtud do češtiny. Ve středověkých dokladech se také objevují podoby Gryna a Grona. Německé jméno bylo nejpozději v 17. století rozšířeno na Grünau.

## Historie
První písemná zmínka o vesnici pochází z roku 1270. K obci patří téměř zaniklá vesnice Žipotín a její část Karlín na místě rozparcelovaného dvora při silnici na Mohelnici.

## Části obce
- Gruna
- Žipotín

## Pamětihodnosti
- Hradiště Radkov, archeologické naleziště
- Venkovská usedlost čp. 50
- Fara, ve středu obce
- Kostel, stával na hřbitově, vyhořel a byl zbořen kolem roku 1964
- Kříž v poli
- Teův dům

## Galerie

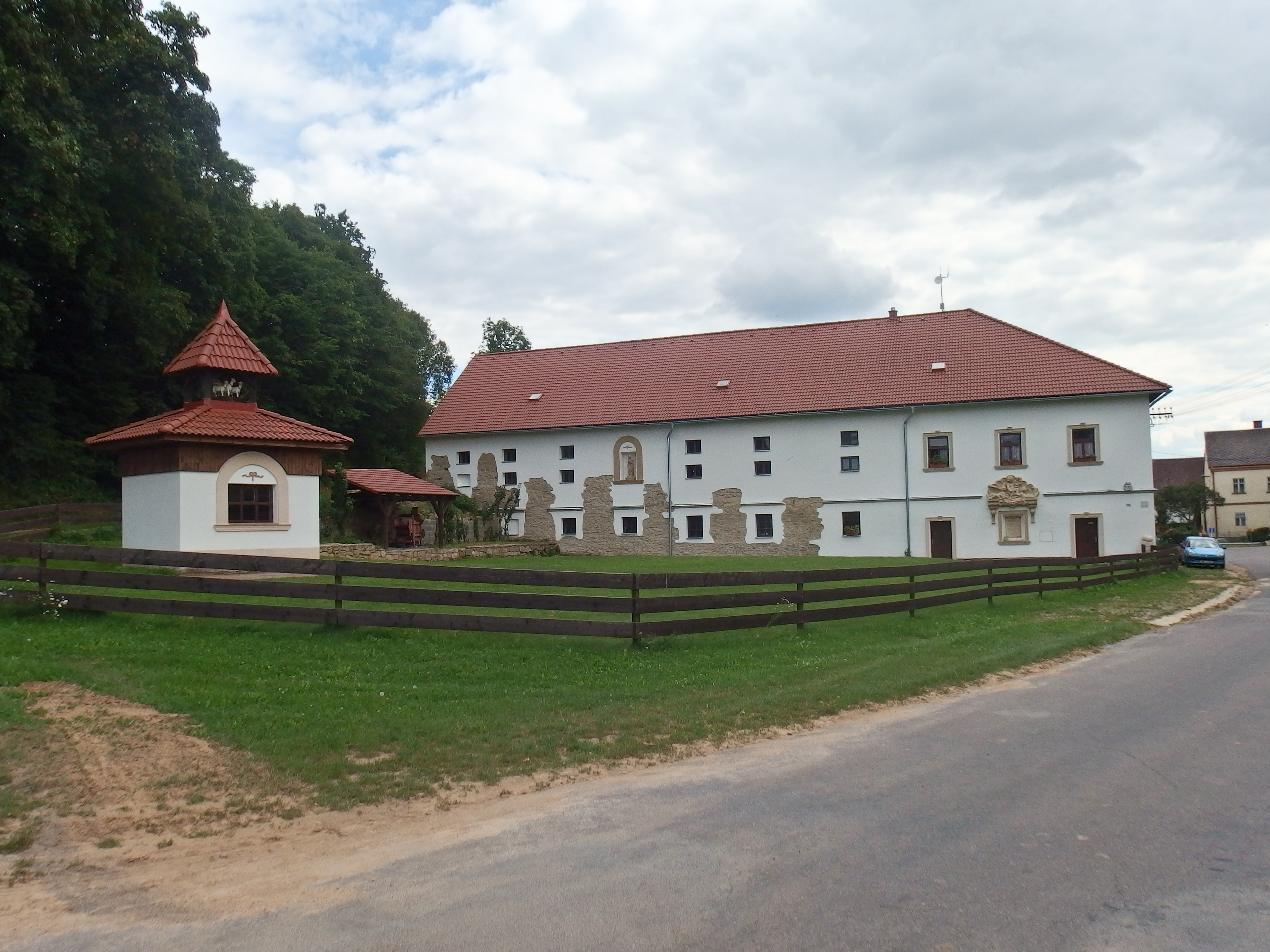
Bývalá rychta
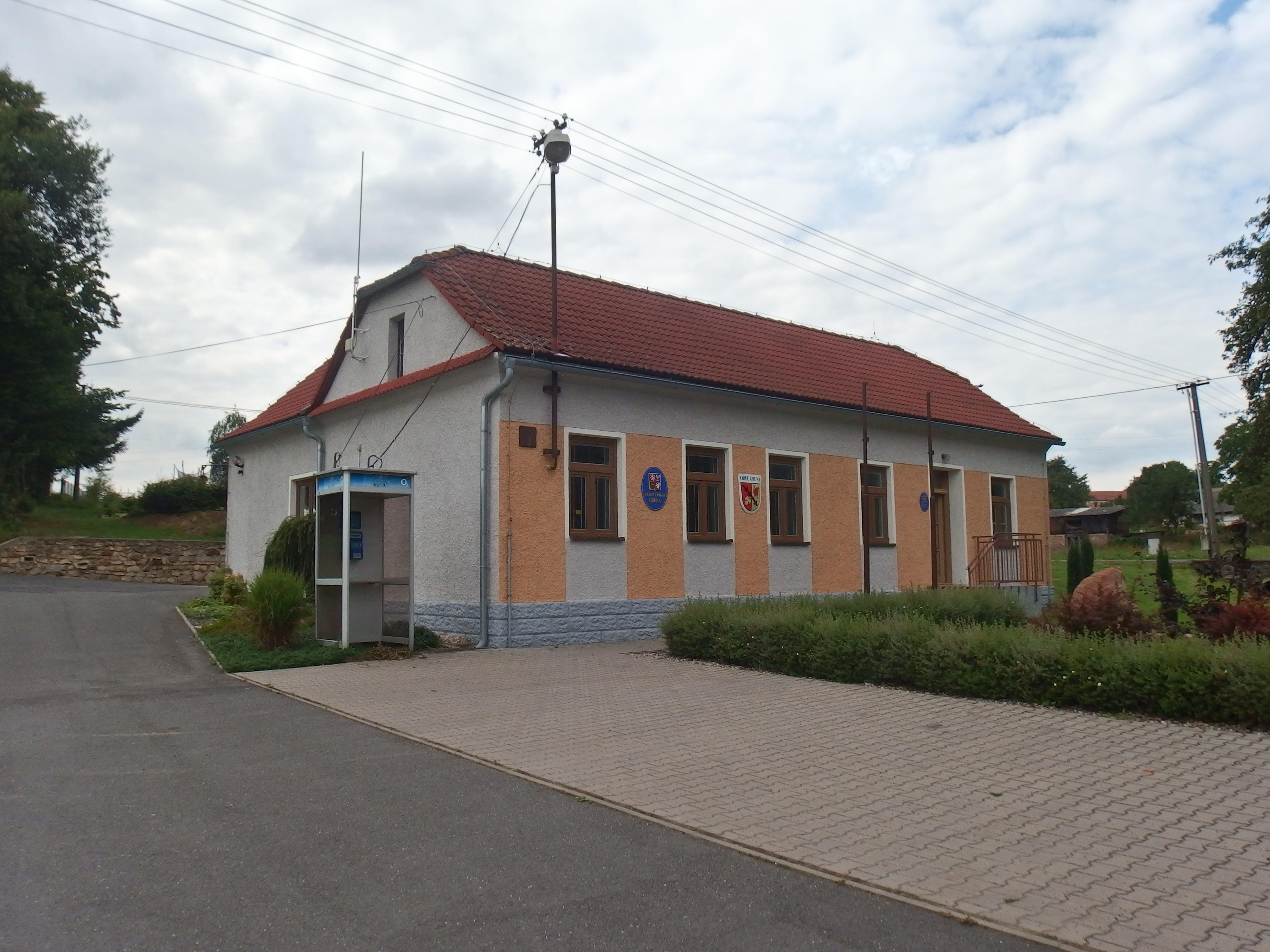
Obecní úřad
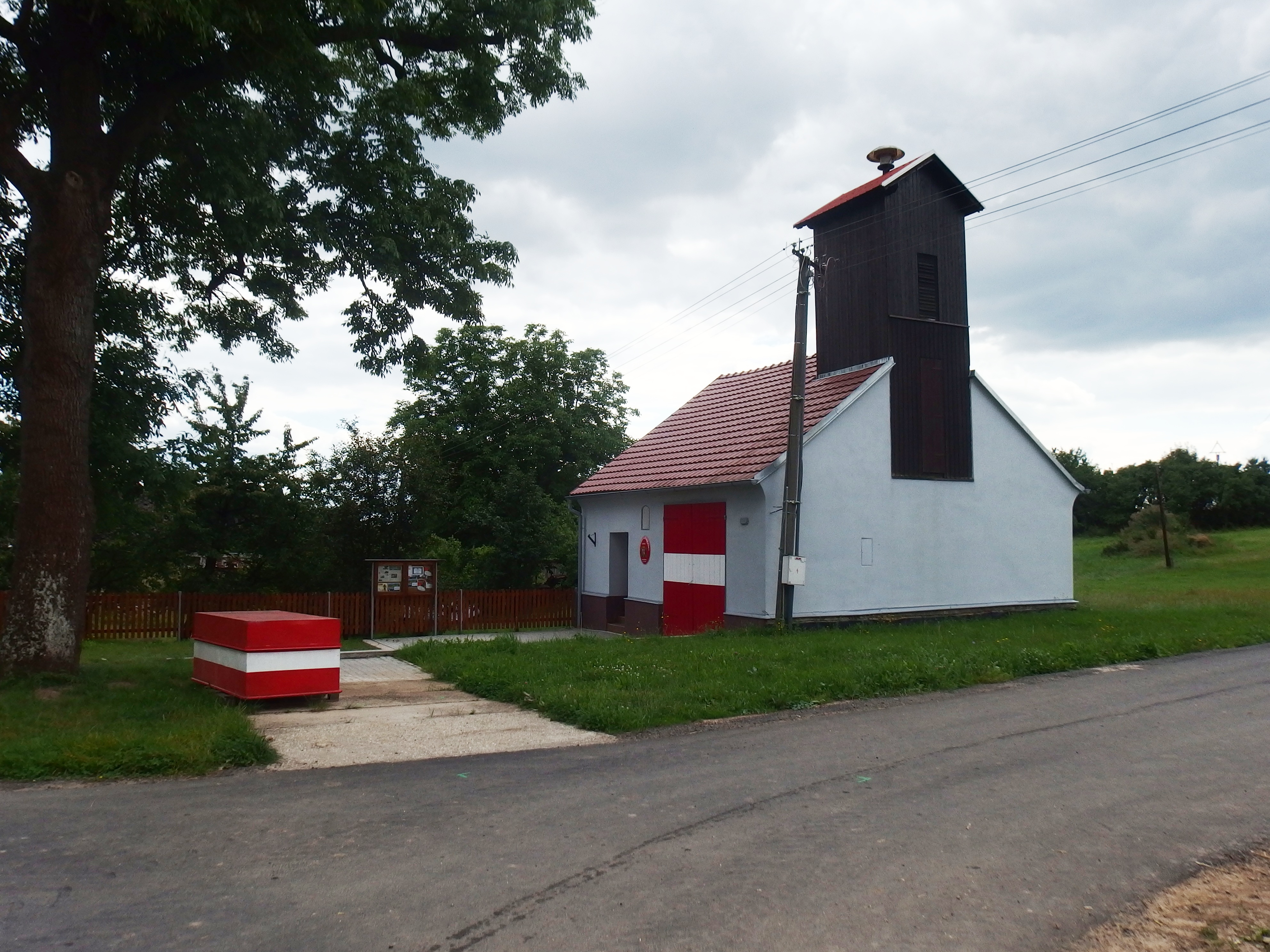
Hasičská zbrojnice
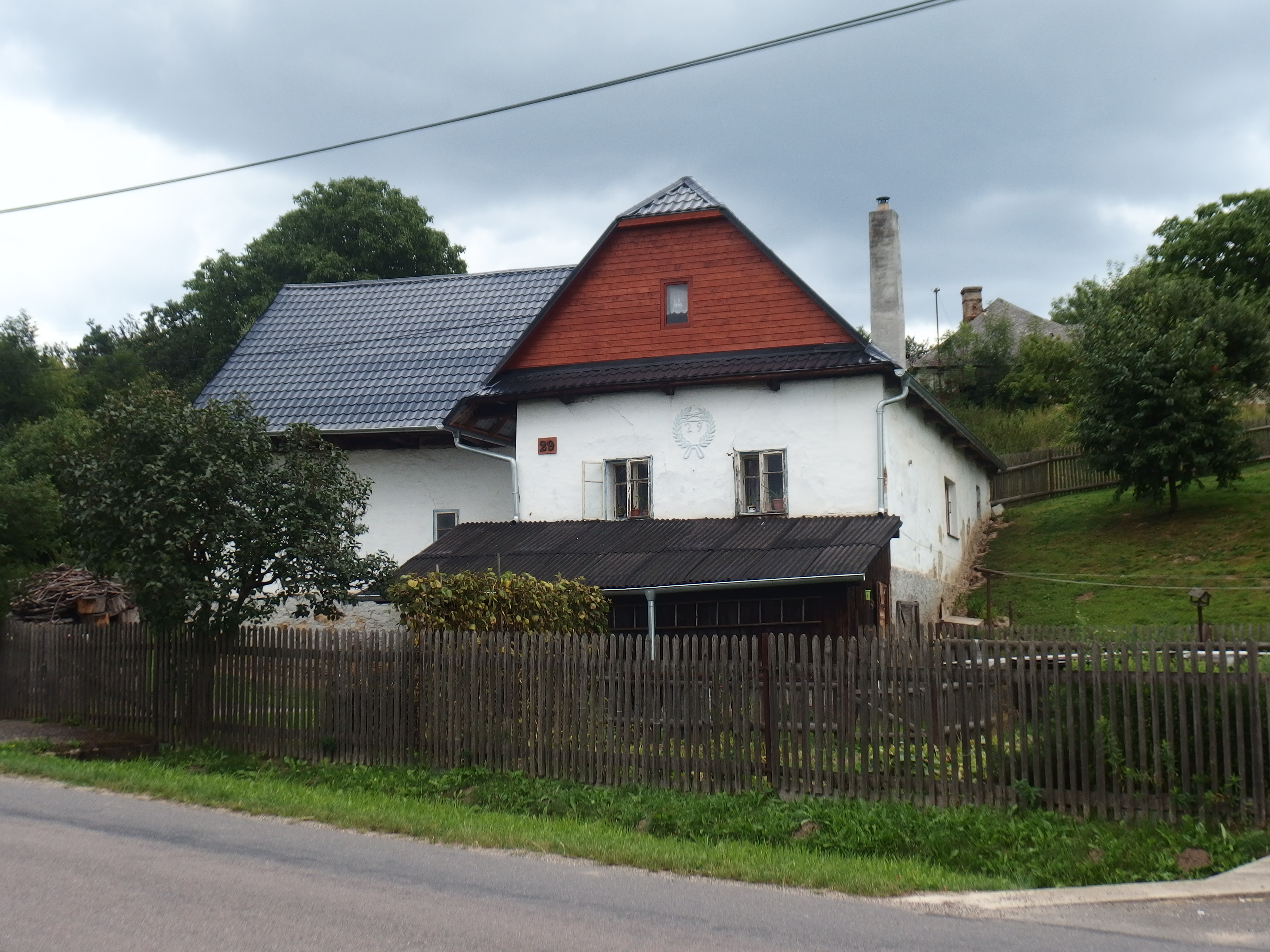
Usedlost čp. 29